# Кроль, Хаим Абрамович
Ха́им Абра́мович Кроль — николаевский купец. Дед педагога и лингвиста Натальи Александровны Бонк.

## Биография
Уроженец Кременчуга. Его отец, Абрам Лейзерович Кроль, был купцом в Кременчуге. Хаим являлся купцом второй (по другим данным — первой) гильдии и крупным зерноторговцем, а также владельцем двух доходных домов (оба располагались на Глазенаповской улице) и ресторана, располагавшегося в 1898—1899 годах в одном из них. Как минимум один из доходных домов Кроля ныне является памятником архитектуры.

### Личная жизнь
- Жена — Гита Израилевна Кроль.